# Philoponella pisiformis
Philoponella pisiformis es una especie de araña araneomorfa del género Philoponella, familia Uloboridae. Fue descrita científicamente por Dong, Zhu & Yoshida en 2005.
Habita en China.